# Heitor Canalli
Heitor Canalli (Juiz de Fora, 1910. március 12. – Juiz de Fora, 1990. július 21.) válogatott brazil labdarúgó, fedezet.

## Pályafutása

### Klubcsapatban
1927 és 1929 között a Petropolitano, 1929 és 1933 között a Botafogo, 1933-ban a Flamengo, 1934–35-ben az olasz Torino, 1935 és 1940 között ismét a Botafogo labdarúgója volt. 1941-ben a Canto do Rio csapatában fejezte be az aktív játékot. A Botafogo együttesével négy bajnoki címet szerzett.

### A válogatottban
1932 és 1937 közöt négy alkalommal szerepelt a brazil válogatottban. Részt vett az 1934-es olaszországi világbajnokságon. Tagja volt az 1937-es Copa Américán ezüstérmet szerző csapatnak.

## Sikerei, díjai
Brazília
- Copa América
  - ezüstérmes: 1937, Argentína

 Botafogo
- Carioca bajnokság
  - bajnok (4): 1930, 1932, 1933, 1935